# 平田快笙
平田 快笙（ひらた かい、1997年1月25日 - ）は、日本の元ラグビー選手。

## プロフィール
- 埼玉県出身。
- さいたま市立与野八幡小学校卒業
- さいたま市立与野西中学校卒業
- ポジションはフッカー (HO)。
- 身長: 170 cm、体重: 100 kg
- ニックネームはヒラタ。
- ジュニア・ジャパンに選ばれたことがある[1]。

## 略歴
16歳でラグビーを始めた。
2015年、大東一高校卒業後、大東文化大学に入学。
2018年、大東文化大学ラグビー部の主将に就任した。
2019年大東文化大学卒業後、東芝ブレイブルーパス (現・東芝ブレイブルーパス東京)に加入。
2020年1月25日にジャパンラグビートップリーグ第3節Honda HEAT戦に途中出場で公式戦初出場を果たす。
2022年、現役を引退した。